# 阿恩施旺
阿恩施旺是德国巴伐利亚州的一个市镇。总面积28.32平方公里，总人口2007人，其中男性1003人，女性1004人（2011年12月31日），人口密度71人/平方公里。